# محمد أباد (فاروج)
محمد أباد (بالفارسية: محمدآباد) هي مستوطنة تقع في منطقة سانجار الريفية (Sangar Rural District) في إيران. يقدر عدد سكانها بـ 117 نسمة بحسب إحصاء 2016.